# Maenianum
Maenianum bezeichnete im antiken Rom einen vorspringenden Balkon. Der Name leitete sich her von der angeblich von dem Zensor Gaius Maenius 318 v. Chr. eingerichteten Galerie über den tabernae auf dem Forum Romanum, von der Zuschauer die Gladiatorenkämpfe beobachten konnten. Danach wurden auch die Ränge im Amphitheater (Maenianum primum, Maenianum secundum, Maenianum summum) und die Balkons von Privathäusern so bezeichnet. In der Spätantike hießen auch Säulenhallen mit Flachdach Maeniana.